# 蘇文雄
蘇文雄（1943年5月27日—1999年8月12日），來自臺灣雲林縣，政治人物，隸屬於林恆生領導的當地派系雲林林派，為前臺灣省議員、雲林縣縣長。從政前，專長領域是農業經濟學。1999年8月12日於雲林縣縣長任內病逝。

## 生平

### 早期生涯
蘇文雄在昭和十八年（1943年）出生於日治臺灣臺南州虎尾郡虎尾街（今中華民國臺灣省雲林縣虎尾鎮興南里），家境貧困:1146。先後畢業於雲林縣虎尾鎮安慶代用國民學校（今安慶國小）、臺灣省立虎尾中學初中部、高中部。:443

### 投身政壇

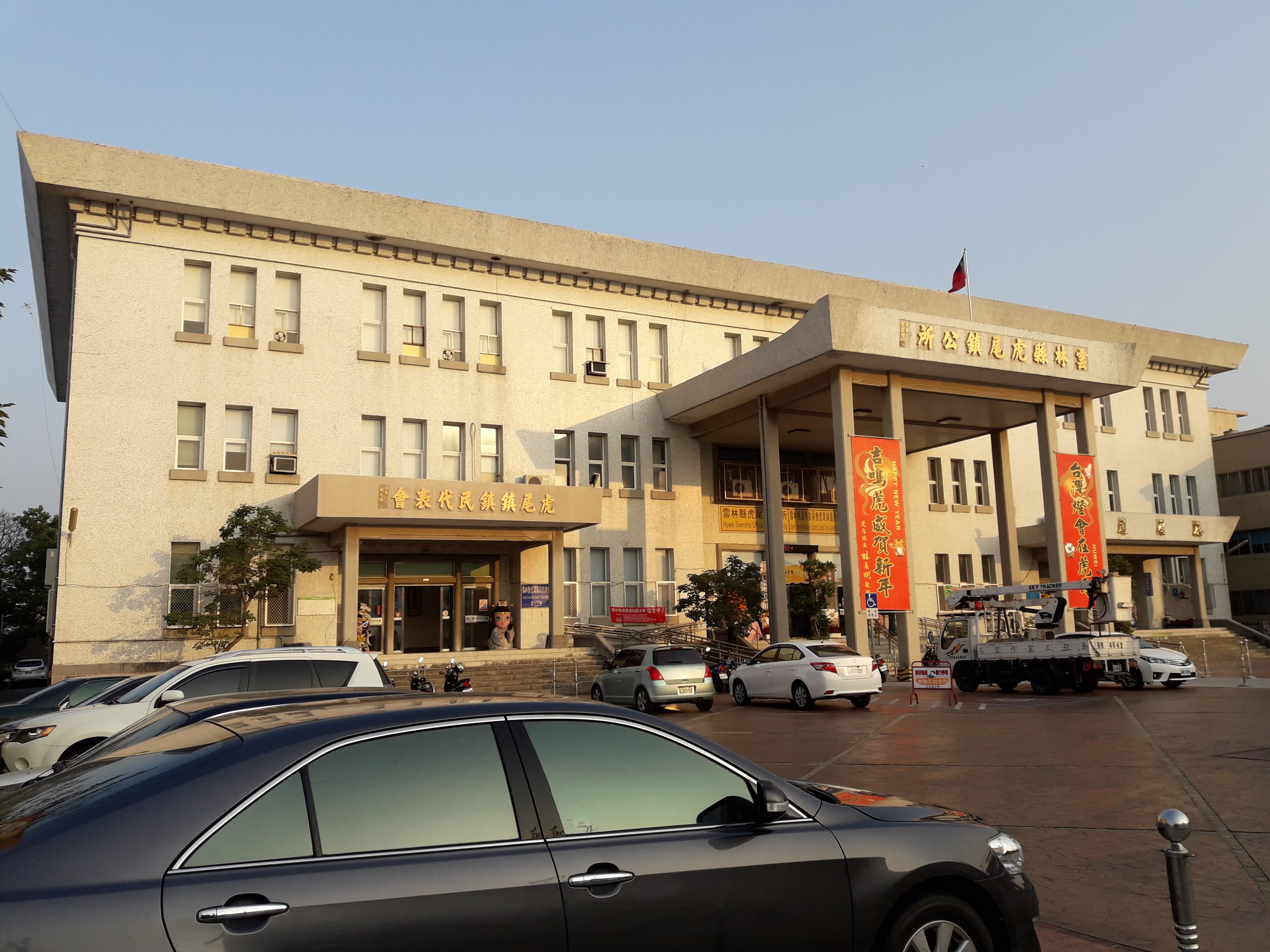
虎尾鎮公所

畢業後，透過一位虎尾鎮鎮民代表介紹，進入虎尾鎮民代表會擔任組員，後轉任虎尾鎮公所秘書，踏入政壇。其後以三十餘歲之齡參與虎尾鎮農會總幹事遴聘獲選，致力推動業務，獲農民肯定，加之又屬當地最大派系雲林林派，資源充實，連任四屆虎尾鎮農會總幹事。後有感學歷不足，在總幹事任內考入臺灣省立嘉義農業專科學校（今國立嘉義大學農學院）農業經濟科並畢業，取得學位。
蘇文雄在總幹事任內累積了人脈，民國78年（1989年）當選臺灣省議會第9屆省議員，並於1994年連任第10屆省議員。省議員任內，主要關注農業、教育及基礎建設，向中央、省爭取對雲林縣的財政補助，亦建請在雲林縣興建大型機場。農業方面，他爭取提高保證收購價格，並提議降低農保個人保費。:1146-1147

### 擔任縣長
1997年，第10屆省議員屆滿前一年，蘇文雄獲中國國民黨提名參選第13屆雲林縣縣長。多年經營的基層人脈再加上本身已經成為林派重要人物，且又獲得第12屆雲林縣縣長廖泉裕支持，使蘇文雄在競選中擊敗了民主進步黨推薦的廖大林博士、同派系脫黨參選的張榮味而當選。
| 號次 | 黨籍       | 姓名   | 得票    | 得票率 | 當選 |
| ---- | ---------- | ------ | ------- | ------ | ---- |
| 1    | 中國國民黨 | 蘇文雄 | 125,376 | 34.93% |      |
| 2    | 無黨籍     | 歐明憲 | 6,882   | 1.92%  |      |
| 3    | 無黨籍     | 張榮味 | 122,166 | 34.04% |      |
| 4    | 民主進步黨 | 廖大林 | 104,499 | 29.11% |      |

縣長任內，蘇文雄爭取經費，建設地方，如闢建雲林科技工業區、絲織專業區、雲林離島式工業區，並推動國立臺灣大學在國軍「虎尾營區」設雲林分校，協調國防部釋出85甲土地，即今虎尾高鐵特定區。:1147-1148

### 罹癌病逝
蘇文雄是B型肝炎病毒帶原者，有多年肝硬化病史，並合併食道靜脈曲張。1999年6月25日，他因食道靜脈大量出血，緊急由嘉義華濟醫院轉院至臺大醫院住院。雖然蘇文雄身體不適，住院治療，仍由家人推輪椅至會議室，每週定期召開縣府主管會議:1148。同年8月12日下午3時37分，蘇文雄因肝癌，嚴重肝衰竭及肝昏迷，病逝於臺大醫院，得年56歲。當時，他的縣長任期尚未過半。

## 身後

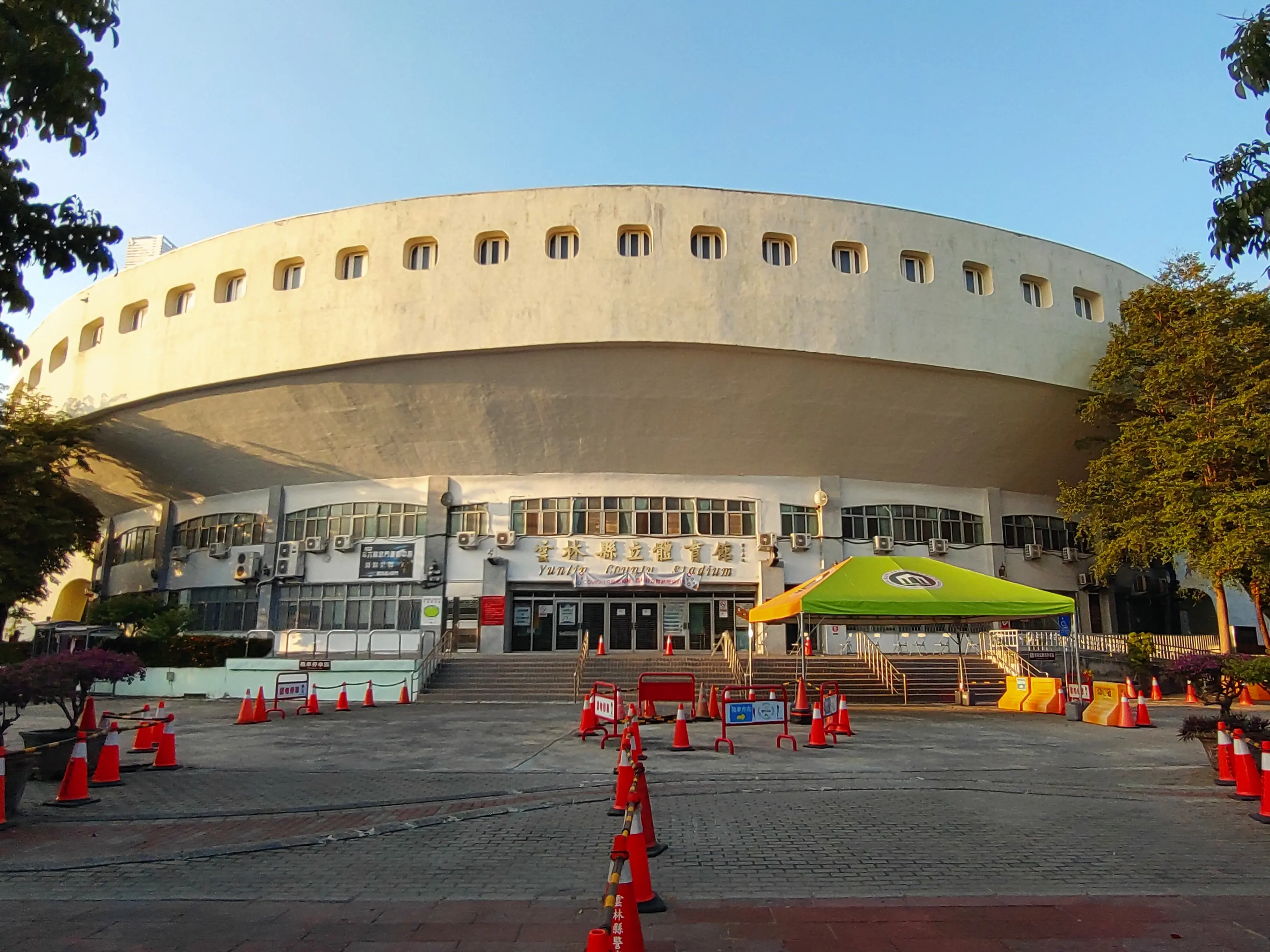
雲林縣立體育館

逝後，時任中華民國總統李登輝明令褒揚。9月17日，蘇文雄公奠禮於雲林縣立體育館舉行，規劃由治喪委員會名譽主任委員、副總統連戰主祭，棺木覆蓋國旗、中國國民黨黨旗。國立臺灣大學也規劃在當日由時任校長陳維昭頒發「榮譽校友狀」，表示蘇「熱心教育，惠我實多，百年樹人，師生同感」，為該校創校首例。

## 家庭
蘇文雄與妻子周姻壯（雲林縣虎尾鎮公所財政課課員，1992年6月8日因胃癌病逝）育有一子蘇國華、一女蘇玨萍。

## 外部連結
1. 1 2 3 4  . 李謁政總編纂. 雲林縣虎尾鎮: 雲縣虎尾鎮公所. 2018. ISBN 978-986-05-2405-5.
2. ↑  張忠語 (编). . 2001-01-10.
3. 1 2  郭春輝. . 《中國時報》. 1999-08-13.
4. 1 2  張瓈文. . 《中國時報》. 1999-08-13.
5. ↑  王融見. . 《中國時報》. 1999-08-13.
6. ↑  . 華視新聞網. 1999-08-12  [2019-07-09]. （原始内容存档于2019-07-09） （中文（臺灣））.
7. ↑  . 《中國時報》. 1999-09-09.
8. ↑  魯永明. . 《聯合報》 （地方版）. 1999-09-17.
9. ↑  魯永明. . 《聯合報》 （地方版）. 1999-09-10.
10. ↑  林文彬. . 《中央日報》. 1999-09-10.
11. ↑  . 中國時報. 1992-06-09.
12. ↑  方健次. . 華視新聞網. 1999-06-22  [2019-07-09]. （原始内容存档于2019-07-09） （中文（臺灣））. 昨天因腸胃道出血住院的雲林縣縣長蘇文雄，今天由他的兒子蘇國華召開記者會，感謝各界的關心。
13. ↑  . 中國時報. 1997-07-26.

| 中華民國政府職務 | 中華民國政府職務                                  | 中華民國政府職務                   |
| ---------------- | ------------------------------------------------- | ---------------------------------- |
| 雲林縣政府       |                                                   |                                    |
| 前任： 廖泉裕    | 雲林縣縣長 第十三屆 1997年12月20日－1999年8月12日 | 繼任： 李學聰（代理） 正任：張榮味 |